# Kricheldorf (Salzwedel)
Kricheldorf ist ein Ortsteil der Hansestadt Salzwedel im Altmarkkreis Salzwedel in Sachsen-Anhalt.

## Geographie
Kricheldorf, ein Sackgassendorf mit Kirche, liegt etwa vier Kilometer südöstlich von Salzwedel im Norden der Altmark. Westlich des Dorfes fließt die Jeetze.

## Geschichte

### Mittelalter bis Neuzeit
Die erste urkundliche Erwähnung von Kricheldorf stammt aus dem Jahre 1263 als Crichelendorp, so in einer Urkunde im Geheimem Staatsarchiv in Berlin. Markgraf Otto vereignete das Allod im Dorf dem Heiliggeist-Spital bei Salzwedel. Adolph Friedrich Riedel transkribierte den Namen mit „Crichelndorp“. Weitere Nennungen sind 1341 Crichlendorpe und 1363 Krychelendorpe. Im Landbuch der Mark Brandenburg von 1375 wird das Dorf als Chrichelndorp mit 16 Zinshufen aufgeführt. Andere Schreibweisen des Ortsnamens sind 1377 Cricheldorff, 1541 Kricheldorf, 1687 Kricheldorff und schließlich auch 1804 Kricheldorf.

### Archäologie
Kricheldorf ist ein bedeutender Fundort neolithischer Feuersteinwerkzeuge
Im Jahre 1898 grub K. Lüdemann zwei benachbarte Hügel auf dem Exerzierplatz der Salzwedeler Ulanen nordöstlich von Kricheldorf aus. Er legte insgesamt 150 Gräbern frei. Zerstört oder bereits geöffnet waren seiner Schätzung nach etwa 600 Gräber dieses eisenzeitlichen Gräberfeldes der Jastorf-Kultur. Ein Teil der Funde kann im Johann-Friedrich-Danneil-Museum besichtigt werden.
In der Nähe lag das Großsteingrab Kricheldorf.

### Eingemeindungen
Ursprünglich gehörte das Dorf zum Arendseeischen Kreis der Mark Brandenburg in der Altmark. Zwischen 1807 und 1813 lag es im Landkanton Salzwedel auf dem Territorium des napoleonischen Königreichs Westphalen. Ab 1816 gehörte die Gemeinde zum Kreis Salzwedel, dem späteren Landkreis Salzwedel.
Am 20. Juli 1950 wurden die Gemeinden Kricheldorf und Sienau im Landkreis Salzwedel zu einer Gemeinde mit dem Namen Krinau zusammengeschlossen.
Am 25. Juli 1952 wurde Krinau in den Kreis Salzwedel umgegliedert. Am 1. März 1974 wurde die Gemeinde Krinau in die Stadt Salzwedel eingemeindet. Krinau wurde damit aufgelöst. Kricheldorf und Sienau wurden Ortsteile von Salzwedel.

### Einwohnerentwicklung
| Jahr | Einwohner |
| ---- | --------- |
| 1734 | 109       |
| 1774 | 090       |
| 1789 | 090       |
| 1798 | 121       |
| 1801 | 109       |
| 1818 | 125       |
| 1840 | 158       |
| 1864 | 147       |
| 1871 | 138       |
| 1885 | 128       |

| Jahr | Einwohner |
| ---- | --------- |
| 1892 | [00]091   |
| 1895 | 107       |
| 1900 | [00]074   |
| 1905 | 123       |
| 1910 | [00]111   |
| 1925 | 168       |
| 1939 | 174       |
| 1946 | 269       |
| 1993 | [00]086   |
| 1995 | [00]099   |

| Jahr | Einwohner |
| ---- | --------- |
| 2000 | [00]107   |
| 2005 | [00]108   |
| 2010 | [00]105   |
| 2014 | [00]094   |
| 2015 | [00]098   |
| 2020 | [00]092   |
| 2021 | [00]089   |
| 2022 | [00]097   |
| 2023 | [0]92     |

Quelle, wenn nicht angegeben, bis 1946:

## Religion
Die evangelische Kirchengemeinde Kricheldorf gehörte bis 1994 zur Pfarrei St. Georg in Salzwedel-Perver. Die Evangelischen aus Kricheldorf gehören seitdem zum Kirchspiel St. Georg im Pfarrbereich Salzwedel-St. Georg im Kirchenkreis Salzwedel im Bischofssprengel Magdeburg der Evangelischen Kirche in Mitteldeutschland.

## Kultur und Sehenswürdigkeiten
- Die ehemals evangelische Dorfkirche Kricheldorf ist ein Feldsteinsaal mit einem Kern aus der Mitte des 13. Jahrhunderts. Das Inventar der Kirche wurde 1975 zerstört.[1] Die Kirche war eine Filialkirche der Kirche in Brewitz.[18] Das Jahr der Profanierung der Kirche ist nicht bekannt.
- In Kricheldorf steht vor der Kirche ein Denkmal für die Gefallenen des Ersten Weltkriegs, eine große, oben abgerundete Steinplatte mit Eisernem Kreuz, Inschrift und Namen der Gefallenen.[20]